# Evaldas Petrauskas
Evaldas Petrauskas, född 19 mars 1992 i Šilutė, Litauen, är en litauisk boxare som tog OS-brons i lättviktsboxning 2012 i London. 